# آدام بک
آدام بک (زاده ژوئیه ۱۹۷۰) رمزنگار و سایفرپانک مشهور بریتانیایی است. او مدیرعامل و هم‌بنیان‌گذار شرکت Blockstream است. بک مبدع هش کش است که در فرایند استخراج بیت کوین از آن استفاده می‌شود.

## زندگی
آدام بک در ژوئیه ۱۹۷۰ در لندن، انگلستان به دنیا آمد. اولین کامپیوتر او سینکلر ZX81 بود. او خود را به صورت پایه آموزش داد و زمان خود را صرف مهندسی معکوس بازی‌های ویدیویی کرد. او سطوح مقدماتی آموزش خود را در ریاضیات پیشرفته، فیزیک و اقتصاد به پایان رساند.
او دارای دکترای علوم کامپیوتر در سیستم‌های توزیع شده از دانشگاه اکستر است. بک در طول دوره دکترای خود با کامپایلرها برای استفاده از کامپیوترهای موازی به روش نیمه خودکار کار کرد. او به رمزگذاری pgp، پول نقد الکترونیکی و ارسال مجدد علاقه‌مند شد و بیشتر وقت خود را صرف کار با سیستم‌های رمزگذاری کرد. پس از فارغ‌التحصیلی، آدام کار خود را به عنوان مشاور در استارت آپ‌ها و شرکت‌های بزرگ‎‎‌تر در زمینه رمزنگاری کاربردی، نوشتن کتابخانه‌های رمزنگاری، طراحی، بررسی و شکستن پروتکل‌های رمزنگاری دیگران گذراند.

## نرم‌افزار رمزنگاری

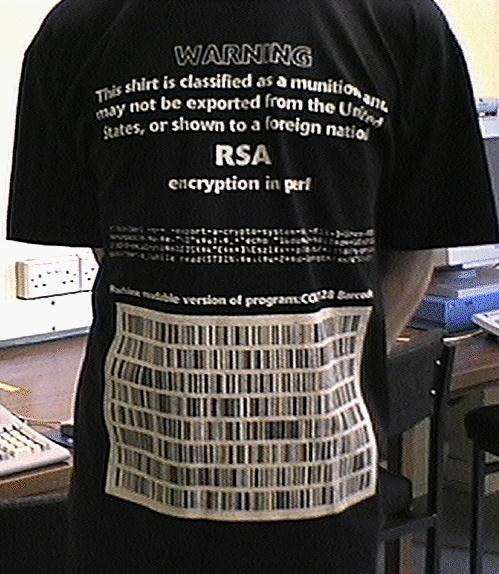
تی شرت "Munitions" بک دارای کد کامپیوتری بود که در ایالات متحده به عنوان یک سلاح در نظر گرفته می‌شد.

آدام در کنار وی دای، دیوید چاوم و هال فینی یکی از پیشگامان تحقیقات اولیه در مورد دارایی‌های دیجیتال است. در سال ۱۹۹۷، آدام Hashcash را اختراع کرد. سیستمی که در بیت کوین استفاده می‌شود. او همچنین credlib را پیاده‌سازی کرد، یک کتابخانه که سیستم‌های اعتباری استفان برندز و دیوید چاوم را اجرا می‌کند.
بک اولین کسی بود که ویژگی امنیتی «محرمانه رو به جلو غیر تعاملی» را برای ایمیل توصیف کرد و مشاهده کرد که هر طرح رمزگذاری مبتنی بر هویت را می‌توان برای ارائه محرمانگی غیر تعاملی استفاده کرد.
او همچنین مروج استفاده از کدهای بسیار فشرده با RSA 2 خطی و ۳ خطی در فایل امضای پرل و تی شرت‌های غیرقابل صادرات در اعتراض به مقررات صادرات رمزنگاری است.
آدام یکی از دو نفر اولی بود که ایمیلی از ساتوشی ناکاموتو دریافت کرد. در سال ۲۰۱۶، فایننشال تایمز از بک به عنوان یکی از شانس‌های ناکاموتو بودن به همراه نیک سابو و هال فینی نام برد. کریگ رایت از بک به خاطر بیان اینکه رایت ناکاموتو نیست شکایت کرده بود.
بک استفاده از ماهواره‌ها و شبکه‌های مش را برای پخش و دریافت تراکنش‌های بیت کوین، به عنوان پشتیبانی برای اینترنت سنتی ترویج کرده‌است.

## مشاغل تجاری
در ۳ اکتبر ۲۰۱۶، بک به عنوان مدیر عامل شرکت Blockstream منصوب شد.